# Lena Olin

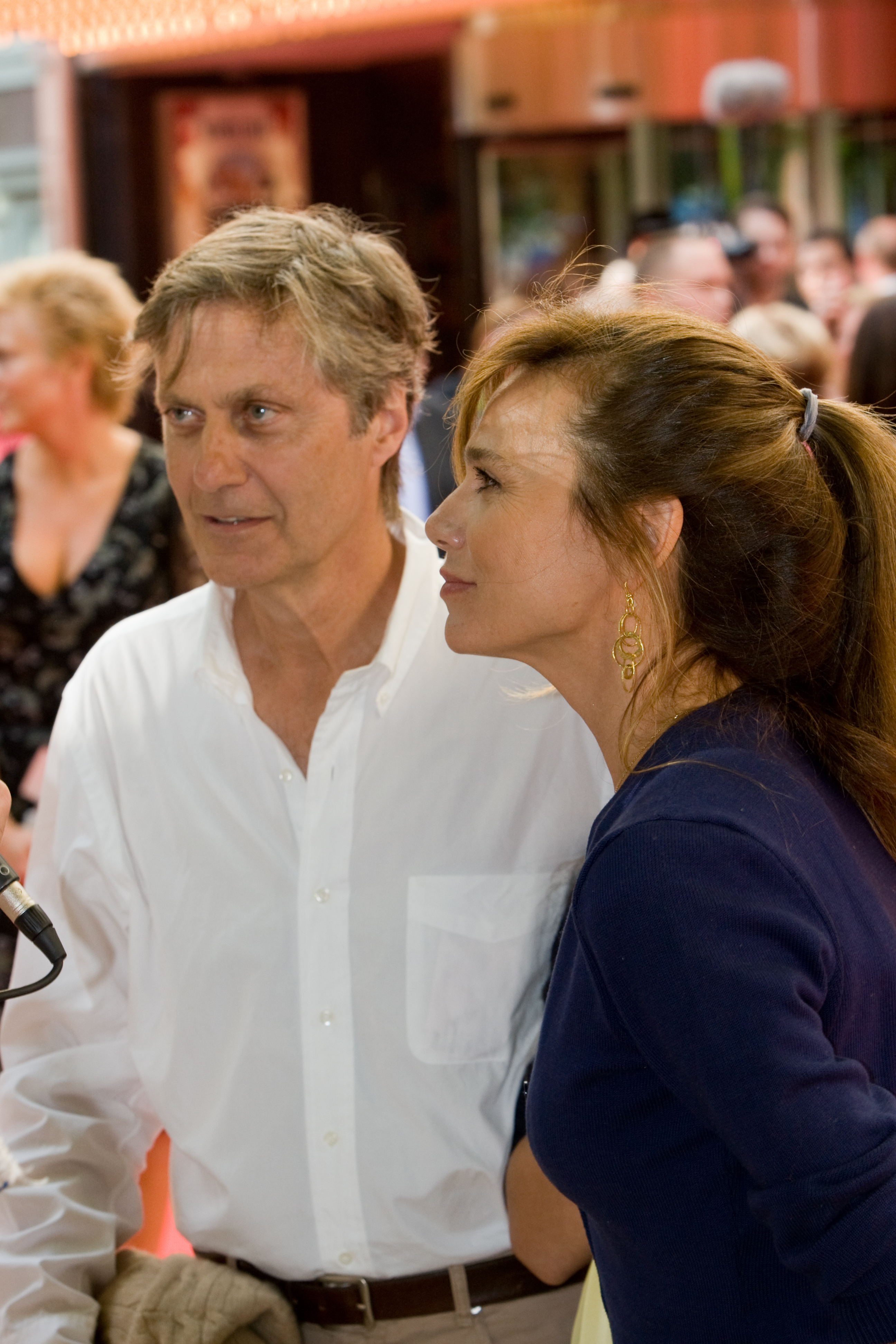
Lena Olin en Lasse Hallström in 2008

Lena Maria Jonna Olin (Stockholm, 22 maart 1955) is een Zweedse actrice. Ze werd in 1990 genomineerd voor een Academy Award voor haar bijrol in Enemies, A Love Story.

## Leven en werk
Olins ouders Stig en Britta waren allebei acteurs, waardoor het acteren voor haar een heel logische carrièrekeuze was. Een belangrijke stap in haar loopbaan was de boekverfilming The Unbearable Lightness of Being van regisseur Philip Kaufman, waarin ze samen met Daniel Day-Lewis en Juliette Binoche speelde. Olin verdiende met haar vertolking van Sabina een nominatie voor een Golden Globe.
Behalve in films was Olin ook op televisie te zien. Ze dook ze in 2002 op in de Amerikaanse televisieserie Alias als Irina Derevko, de dood gewaande moeder van hoofdpersonage Sydney Bristow. Deze rol leverde haar in 2003 een nominatie voor een Emmy Award op en zowel in 2003 als 2004 een nominatie voor een Golden Satellite Award.
Olin woont sinds 1995 in de Verenigde Staten. Een jaar daarvoor was zij getrouwd met de producer Lasse Hallström, met wie zij in 1995 een dochter kreeg, Tora. Deze werd geboren in Zweden, waar Olin wel haar huis heeft aangehouden. Tora was Olins tweede kind; in 1986 was ze al moeder geworden van een zoon Auguste, die ze kreeg met haar toenmalige vriend, de Zweedse acteur Örjan Ramberg.

## Filmografie
- 1976: Van aangezicht tot aangezicht (Ingmar Bergman)
- 1977: Tabu
- 1978: Picassos äventyr
- 1980: Kärleken
- 1982: Fanny en Alexander (Ingmar Bergman)
- 1982: Gräsänklingar
- 1982: Som ni behagar
- 1984: Na de repetitie (televisiefilm van Ingmar Bergman)
- 1985: Wallenberg: A Hero's Story (televisiefilm van Lamont Johnson)
- 1986: På liv och död
- 1986: Flucht in den Norden
- 1986: Glasmästarna
- 1987: Komedianter
- 1988: The Unbearable Lightness of Being (Philip Kaufman)
- 1989: Enemies, A Love Story (Paul Mazursky)
- 1990: Havana (Sydney Pollack)
- 1993: Mr. Jones (Mike Figgis)
- 1993: Romeo Is Bleeding (Peter Medak)
- 1996: Night Falls on Manhattan (Sidney Lumet)
- 1999: The Ninth Gate (Roman Polański)
- 2000: Chocolat (Lasse Hallström)
- 2001: Ignition (Yves Simoneau)
- 2002: Darkness (Jaume Balguero)
- 2002: Queen of the Damned (Michael Rymer)
- 2003: The United States of Leland (Matthew Ryan Hoge)
- 2003: Hollywood Homicide (Ron Shelton)
- 2005: Casanova (Lasse Hallström)
- 2005: Bang Bang Orangutang (Simon Staho)
- 2007: Awake (Joby Harold)
- 2008: The Reader (Stephen Daldry)
- 2010: Remember Me (Allen Coulter)
- 2012: Hypnotisören (Lasse Hallström)
- 2013: Night Train to Lisbon (Bille August)
- 2013: The Devil You Know
- 2017: Maya Dardel
- 2019: The Artist's Wife
- 2020: Adam
- 2022: Hilma
- 2023: One Life
- 2024: The Darkness